# Saint-Omer-en-Chaussée
Saint-Omer-en-Chaussée ist eine französische Gemeinde mit 1205 Einwohnern (Stand 1. Januar 2022) im Département Oise in der Region Hauts-de-France. Die Gemeinde liegt im Arrondissement Beauvais und ist Teil der Communauté de communes de la Picardie Verte und des Kantons Grandvilliers.

## Geographie

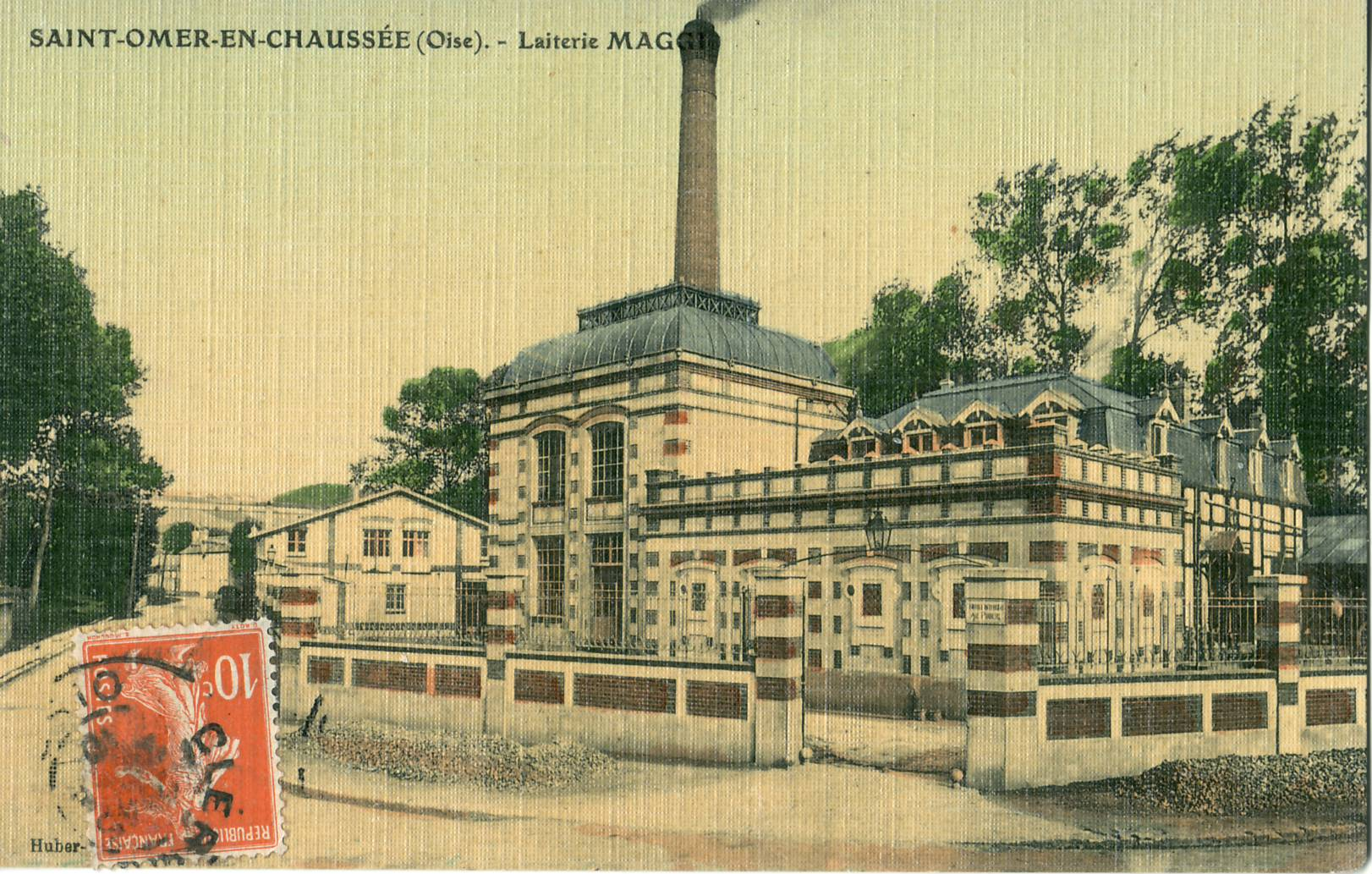
Molkerei Maggi (historische Postkarte), seit 1971 geschlossen

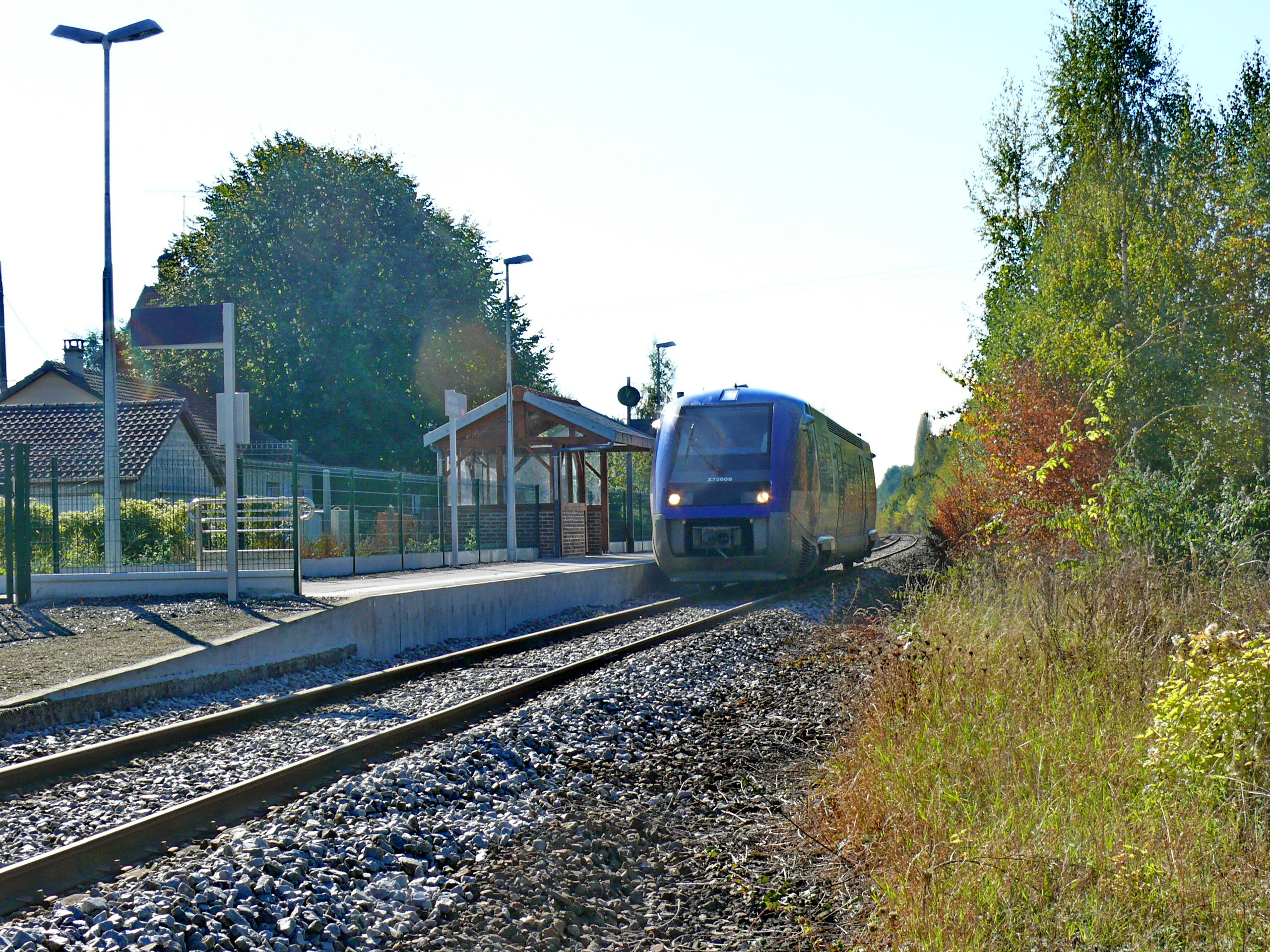
Der Haltepunkt

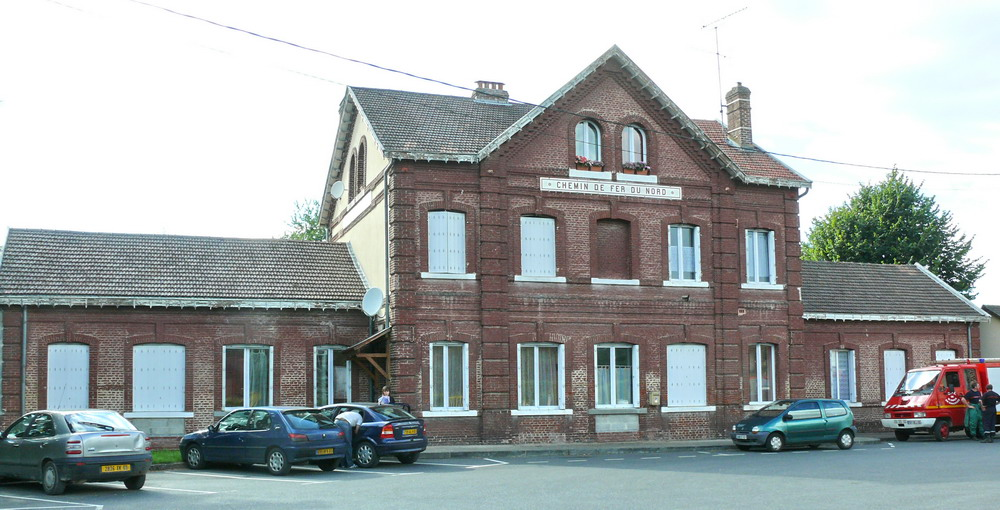
Früheres Empfangsgebäude der Bahn

Die industrialisierte Gemeinde liegt am Petit Thérain, in den hier der Bach Herperie mündet, rund sechs Kilometer südöstlich von Marseille-en-Beauvaisis an der früheren Route nationale 1. Sie wird von der Bahnstrecke von Beauvais nach Le Tréport durchzogen, von der hier die seit dem Ende der 1980er Jahre stillgelegte, aber bis Crèvecœur-le-Grand als Industriegleis erhaltene, sonst abgebauten Bahnstrecke nach Amiens abzweigt. Zur Gemeinde, die einen Bahnhof (jetzt Haltepunkt) besitzt, gehören die Ortsteile Villepoix, Belloy (mit einem großen Rehabilitationszentrum) und Monceaux.

## Geschichte
Im Mittelalter standen in Saint-Omer mehrere Schmieden.

## Einwohner
| 1962 | 1968 | 1975 | 1982 | 1990 | 1999 | 2006 | 2011 |
| ---- | ---- | ---- | ---- | ---- | ---- | ---- | ---- |
| 571  | 660  | 884  | 966  | 1092 | 1056 | 1296 | 1307 |

## Verwaltung
Bürgermeister (maire) ist seit 1995 Gérard Devambez.

## Sehenswürdigkeiten
- Zwischen 1763 und 1773 errichtetes Schloss Monceaux, seit 1970 als Monument historique klassifiziert.[1]
- Kirche Saint-Omer aus dem 16. Jahrhundert[2]
- Ehemalige Mühle Moulin des Forges, eine hydraulische Getreidemühle (jetzt Restaurant).